# Iráčtí Turkmeni
Iráčtí Turkmeni (také Turkomani, Turkomeni a Iráčtí Turkmani), Iráčtí Turci nebo Turci z Iráku (arabsky تركمان العراق‎, turecky Irak Türkmenleri, Irak Türkleri) je turkická etnická skupina, která povětšinou tíhne k tureckému i ázerskému dědictví a identitě. Po Arabech a Kurdech tvoří třetí největší etnickou skupinu v Iráku. Iráčtí Turkmeni obývají především severním Irák a sdílí úzké kulturní vazby s Tureckem, zejména s Anatolií. Pojem „Turkmeni“ se zdá být politickou terminologií, protože byl poprvé použit Brity k izolaci iráckých Turků od Turecka během mosulské otázky ve 30. letech 20. století.
Iráčtí Turkmeni jsou potomky různých turkických migračních do Mezopotámie počínaje 7. stoletím až do osmanské vlády. První vlna migrace sahá až do 7. století, následovaná migrací během seldžucké říše (1037–1194), kdy Oghuzové prchali během pádu Chórezmské říše před Mongoly (viz Karakojunluská a Akkojunluská říše) a největší migrací během Osmanské říše. S dobytím Iráku Sulejmanem I. v roce 1534, následovaným dobytím Bagdádu Muradem IV. v roce 1638, začal velký příliv Turků do regionu. Většina dnešních iráckých Turkmenů jsou potomci osmanských vojáků, obchodníků a úředníků, kteří v Iráku žili za vlády Osmanské říše.